# Albrekt av Preussen
Albrekt av Preussen (tyska: Albrecht von Preussen [ˈʔalbʁɛçt fɔn ˈpʁɔʏsn̩] ( lyssna); även Albrekt av Brandenburg-Ansbach), född 17 maj 1490 i Ansbach, död 20 mars 1568 i Tapiau, var regerande hertig av Preussen från 1525 till 1568.

## Biografi
Han var son till markgreve Fredrik I, av huset Hohenzollern, och Sofia av Polen, som var dotter till kung Kasimir IV och Elisabet av Österrike (1437–1505), av huset Habsburg.
Albrekt blev 1511 korad till Tyska ordens högmästare 1511, men erkände som sådan inte den polske kungens överhöghet. Ett krig med Polen utbröt till följd av detta, som 1521 avslutades med ett vapenstillestånd på fyra år. Albrekt använde dessa till resor i Tyskland för att vinna bundsförvanter. I samband med denna resa stiftade han bekantskap med reformationen och vanns för denna.
År 1525 slöt han fred med den polske kungen. Han erkände denne som överherre, men erhöll samtidigt Ostpreussen som ärftligt, världsligt län. Han organiserade Ostpreussens förvaltning och införde där den lutherska läran.
År 1526 förmäldes han med Dorotea av Danmark. I grevefejden uppträdde han på svågern Kristian III:s och Gustav Vasas sida.
På sin ålderdom råkade Albrekt i händerna på politiska äventyrare, som förorsakade slitningar mellan honom och hans undersåtar. Albrekt var en varm gynnare av vetenskapen och grundade 1554 universitetet i Königsberg, efter honom själv benämnt Albertusuniversitetet eller Albertina.
Han avled 1568 och efterträddes som hertig av sin son Albrekt Fredrik av Preussen.

## Familj
Albrekt gifte sig första gången 1 juli 1526 i Königsberg med Dorotea av Danmark, dotter till kung Fredrik I av Danmark och Norge. I detta äktenskap föddes:
- Anna Sofia av Preussen (11 juni 1527 – 6 februari 1591), gift 1555 med hertig Johan Albrekt I av Mecklenburg (1525–1576)
- Katarina (född och död 24 februari 1528)
- Fredrik Albrekt (5 december 1529 – 1 januari 1530)
- Lucia Dorotea (8 april 1531 – 1 februari 1532)
- Lucia (februari 1537 – maj 1539)
- Albrekt (född och död mars 1539)

I andra äktenskapet gifte han sig 16 februari 1550 med Anna Maria av Braunschweig, dotter till hertig Erik I av Braunschweig-Calenberg-Göttingen. I detta äktenskap föddes:
- Elisabet av Preussen (10 maj 1551 – 19 februari 1596)
- Albrekt Fredrik av Preussen (29 april 1553 – 27 augusti 1618), hertig av Preussen, gift 1573 med Maria Eleonora av Jülich-Kleve-Berg (1550–1608)

## Psalmer
- Vad min Gud vill, det alltid sker, översatt till svenska 1601 men översättningen bearbetades 1793 av Eric Michael Fant. I 1819 års psalmboks nummer 251 är författaren endast omnämnd som ”tysk” och hertig Albrekt finns ej med i författarregistret. Till 1937 års psalmbok var författarens namn känt och psalmen fick där nummer 325. Den finns inte med i 1986 års psalmbok.